# Feacris
Feacris is een geslacht van rechtvleugeligen uit de familie Pyrgomorphidae. De wetenschappelijke naam van dit geslacht is voor het eerst geldig gepubliceerd in 1969 door Kevan.

## Soorten
Het geslacht Feacris omvat de volgende soorten:
- Feacris malabarensis Kevan, 1953
- Feacris reducta Kevan, 1969